# Cooper T90
Der Cooper T90 war ein Formel-5000-Rennwagen, der vom britischen Rennteam Cooper 1969 gebaut wurde.

## Entwicklungs- und Renngeschichte
„Eine Produktions-Serie von 24 Wagen wurde aufgelegt, und man darf erwarten dass der Cooper-Chevrolet T90 ein Bombenerfolg werden wird.“
Mit dieser 1969 in einer Broschüre publizierten Ankündigung wollte das knapp vor dem Ende stehende britische Rennteam auf das neue Rennfahrzeug aufmerksam machen. Den Optimismus, der von Cooper über die Broschüre verbreitet wurde, konnte das Unternehmen nicht in den realen Rennwagenbau übernehmen. Nur zwei T90 wurden gebaut. Beide Fahrzeuge, deren Basis der Cooper T86 aus der Formel 1 war, wurden Anfang 1969 auf einigen Rennwagen-Ausstellungen vorgestellt. Ein Fahrzeug wurde intensiv getestet, zu einem Werkseinsatz kam es aber nicht mehr.
Als im Juni 1969 Cooper den Rennbetrieb einstellte, wurden die beiden T90 mit dem restlichen Inventar verkauft. Bis in die frühen 1970er Jahre liefen die T90, mehrmals überarbeitet (einer bekam anstelle des Chevrolet einen Ford-Motor) und von Privatteams in der Europäischen Formel-5000-Meisterschaft eingesetzt, und zwar erstmals im September 1969 von Chris Warwick-Drake beim letzten Rennen der Saison 1969. Dann verschwand mit den letzten beiden Cooper-Monopostos der einst so erfolgreiche Rennstall endgültig von den internationalen Rennstrecken.